# Logosofía

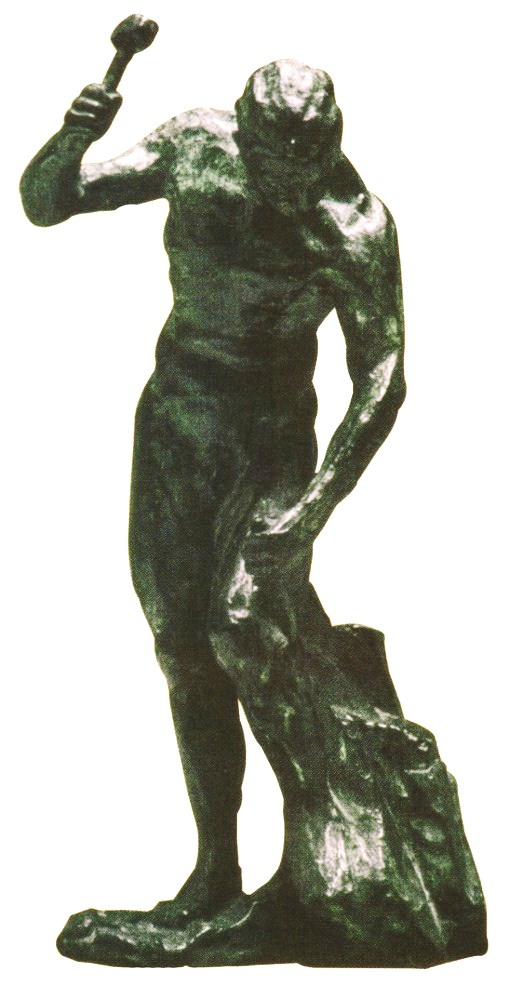
Hombre esculpiéndose a sí mismo por el artista uruguayo Yandí Luzardo, inspirada en el principio de evolución consciente planteado por la logosofía.

La logosofía (del griego logos ‘verbo’ y sophia ‘sabiduría’) es una doctrina ético-filosófica que brinda herramientas metodológicas de orden conceptual y experimental para realizar lo que define como «el proceso de evolución consciente del ser humano». Fue creada en 1930 por el educador y humanista argentino Carlos Bernardo González Pecotche (1901-1963), también conocido por su seudónimo literario de Raumsol.

## Principios

### Objetivos de la logosofía
Algunos objetivos centrales de la logosofía son:
- la evolución consciente del hombre mediante la organización de sus sistemas mental, sensible e instintivo;
- el conocimiento de sí mismo, que implica el dominio pleno de los elementos que constituyen el secreto de la existencia de cada cual;
- el conocimiento del mundo mental, trascendente o metafísico, donde tienen origen todas las ideas y pensamientos que fecundan la vida humana;
- el desarrollo y el dominio profundo de las funciones de estudiar, de aprender, de enseñar, de pensar y realizar.[11][12][13][14][15][16]

No se trata de investigar la psicología de los demás: es la psicología de sí mismo el asunto de estudio, y es con miras a realizar ese estudio sin equivocaciones ni omisiones que la logosofía expresa que su método orienta a las partes más esenciales de ese conocimiento.
Afirma que el mismo perfeccionamiento que conduce al conocimiento de sí propio no tendría mayor andamiento si no se hallara asistido por la idea de ayudar al semejante, de quien cada uno necesita a lo largo de su proceso de evolución consciente para realizar sus observaciones y realizar cotejos y confrontaciones de suma utilidad en los individuales reajustes internos.

### Logosofía y la educación
La logosofía plantea que todo proceso de renovación en la educación debe necesariamente comenzar por un proceso de autoconocimiento y renovación del docente, puesto que «querer renovar sin haberse renovado es como querer dar lo que no se posee».
La eficacia y la pericia técnica deben obtenerse necesariamente por la comprensión y experimentación de los mecanismos de estudiar, aprender, enseñar, pensar y realizar. (Ver la sección «Objetivos de la logosofía».)
En su tesis de doctorado titulada «Educar al individuo es promover su proceso de evolución consciente», el Dr. Elie Cohen, basado en la pedagogía logosófica, propone un enfoque pedagógico radicalmente nuevo —la evolución consciente— del modelo actual. Dice que «la tendencia habitual es proyectar al ser fuera de sí, para que se instale en el mundo ambiente», contrastando con la nueva pedagogía logosofíca que afirma que «lo primordial es llevarlos a investigar y conocer su propio mundo interno».

### Posición con relación a las creencias
Desde el punto de vista logosófico, la creencia ha sido una de las causas que más ha entorpecido el desarrollo moral y espiritual del hombre, al producir cierto grado de inhibición mental que dificulta y aun llega a anular la función de razonar, afirmando que así es como el hombre queda expuesto al engaño y mala fe de quienes sacan partido de esa situación, llegando a admitir hasta las cosas más inverosímiles.
Utilizando un neologismo —psiquéalisis—, la logosofía señala que es en la mente de los niños donde se produce la paralización de una zona mental, producto de la inculcación dogmática de ideas que altera la facultad de entender y discernir con libertad en sus funciones más elevadas. De ahí que la logosofía instituya la necesidad de la revisión de todo concepto viejo o nuevo admitido sin reflexión y análisis, incluso los formulados por esta misma doctrina filosófica, aun cuando sus afirmaciones parezcan inobjetables. Es solo mediante la experimentación y revisión continua de lo comprendido como se asegura un proceso de aprendizaje en evolución que a la vez lo vaya librando de los resabios de toda fórmula dogmática.

### Configuración psicológica del ser humano según la logosofía
La logosofía afirma que el ser humano tiene una configuración biopsicoespiritual. Plantea que la faz psicológica está compuesta por un sistema mental, un sistema sensible y un sistema instintivo.

#### Sistema mental
En el sistema mental describe la existencia, por un lado, de una serie de facultades como la de pensar, la razón, el entendimiento, la intuición, la observación, la imaginación y otras entre las que incluye las que denomina «accesorias»; llama a la inteligencia «facultad cumbre», al englobarlas a todas. Por otro lado, afirma la existencia de una región donde residen los llamados «pensamientos». Algunos ejemplos serían propósitos, prejuicios o creencias de origen religioso, ideológico o cualquier otro; también considera pensamientos a las llamadas «deficiencias», como la vanidad, la falta de voluntad o el egoísmo, y las que denomina «antideficiencias», como la modestia, la resolución, la ecuanimidad, etc. Otros ejemplos de pensamientos serían la propaganda publicitaria, las modas, los hábitos, las tradiciones sociales, etc.
La logosofía propone clasificar dichos pensamientos en la propia mente para estudiarlos y seleccionarlos según establece su método; algunas de esas clasificaciones son: propios y ajenos, dependientes e independientes de la voluntad, buenos y malos, útiles e inútiles, dominantes y benignos, intermitentes y obsesivos, etc. Dicha propuesta de clasificación aportaría a la gradual reconquista de la autoridad de la consciencia sobre la propia mente.

#### Sistema sensible
En relación con el sistema sensible, afirma que tiene una zona con facultades sensibles como la de amar, sentir, perdonar, compadecer, sufrir, agradecer y consentir. Según la logosofía, estas facultades en conjunto conforman la sensibilidad, que es la que sustentaría al individuo en su fase anímica. La otra zona, dice, corresponde a los sentimientos; algunos ejemplos de sentimientos que expresa son el amor, el afecto, la gratitud, etc. Afirma que los sentimientos se perpetúan por el estímulo incesante de la causa que les dio origen.

#### Sistema instintivo
El sistema instintivo contaría con las energías que el ser humano hubo de utilizar en los primeros tiempos de su existencia para defenderse, incitado por las exigencias de la vida primitiva. Afirma que pasadas esas etapas, en lugar de encauzar esas energías instintivas y supeditarlas a los otros dos sistemas, fue alterado el proceso que —dice— debió seguir, existiendo aún en el presente un predominio del instinto sobre los otros dos sistemas. Expresa que el odio, la venganza, la codicia, la lujuria y los celos, entre otros, aparecen agudizándose en la región instintiva desnaturalizada del ser humano, explicitando que no se tratan estos de «malos sentimientos», como en ocasiones se les llama, ya que no podría ser un sentimiento lo gestado por las pasiones inferiores del ser humano. Según la logosofía, mediante la evolución consciente que preconiza, el instinto puede ser liberado de los aspectos que lo inferiorizan.

### Pedagogía y método logosófico
El método logosófico consta de tres partes: la expositiva, la aplicada y la de perfeccionamiento. Las tres partes se encuentran íntimamente ligadas entre sí y juntas concurren a la finalidad de la evolución consciente del individuo y su exaltación al máximo de conocimiento humano en el orden trascendente.
En su parte expositiva utiliza un método didáctico no sistematizado. Dicha técnica ha sido filosóficamente criticada señalándose que «aparte de sus interesantes observaciones sobre la tragedia del mundo contemporáneo y la pulidez de su estilo, el ordenamiento que usa parécenos todavía en vías de cristalización»; no obstante, la didáctica no sistematizada es utilizada ex profeso según su propio autor, quien afirma que su pedagogía es «psicodinámica», de modo de estimular al lector a pensar. Se ha señalado que la didáctica logosófica en este sentido se asemeja al hipertexto, donde por ejemplo un párrafo de un libro explica otro del siguiente.
Esta técnica pedagógica que contiene el método logosófico ha sido también descrita como un «método espiral», que consiste en realizar un estudio genérico inicial volviendo luego al mismo tópico con mayor profundidad, y así sucesivamente de forma indeterminada. No obstante, el autor señala algunos temas a ser encarados en primer término, como el sistema mental, la conformación de la inteligencia y sus facultades, los pensamientos, las deficiencias caracterológicas típicas, el sistema sensible y sus facultades, los sentimientos, el proceso de evolución consciente, las leyes universales, entre otros.
La parte aplicada del método expresa que estudiar logosofía no significa solo leer libros, sino especialmente pasar a la aplicación y corroboración en la vida diaria de lo que su estudio sugiere al estudiante. El autor de la logosofía desaconseja creer en lo que se estudia por más ciertas que parezcan sus propias afirmaciones.
El aspecto práctico señalado es considerado de fundamental relevancia para lograr gradualmente porciones reales de saber, en contraposición a la mera ilustración o erudición, descartando esos enfoques que la logosofía afirma ser memóricos e inoperantes.
Víctor Valenzuela, explicando la parte práctica en su libro Hombres y temas de Iberoamérica, editado en Nueva York, señala que las aptitudes y tendencias de cada estudiante, al ser observadas por sí mismo, estimulan que dicha práctica se oriente seleccionando los tópicos más afines con los rasgos psicológicos propios, por lo que se amplían las posibilidades de asimilación al coincidir esos temas con necesidades reales y a veces inmediatas del ser. Por esta razón, el método logosófico de aplicación no es rígido ni mecánico, respeta el libre albedrío y contempla los diferentes grados de evolución, capacidad y las circunstancias que rodean a cada psicología.
La parte de perfeccionamiento del método logosófico consiste en que nunca un proceso de cambios internos queda terminado o saldado, sino que se ve constantemente perfeccionado a través de la didáctica en espiral de la logosofía.
Simultáneamente, el método logosófico prescribe como complemento al estudio y práctica individual su estudio y práctica en lo colectivo. Asegura que la confrontación de comprensiones, investigaciones y experiencias permite verificar si sobre el tema en estudio fueron vistos todos sus aspectos, o al menos los más accesibles.
Esta faz colectiva del método y pedagogía logosófica es realizada en las sedes culturales de la Fundación Logosófica en formas de núcleos de estudio de diverso tipo y especialidad.

## Instituciones logosóficas

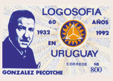
Estampilla del Correo Uruguayo del año 1992.

Las instituciones logosóficas son entidades sin fines de lucro, en general bajo la forma legal de fundaciones —forma legal que estipuló su autor expresamente—, que tienen como objetivo difundir la logosofía y brindar el ambiente necesario para su estudio y práctica.

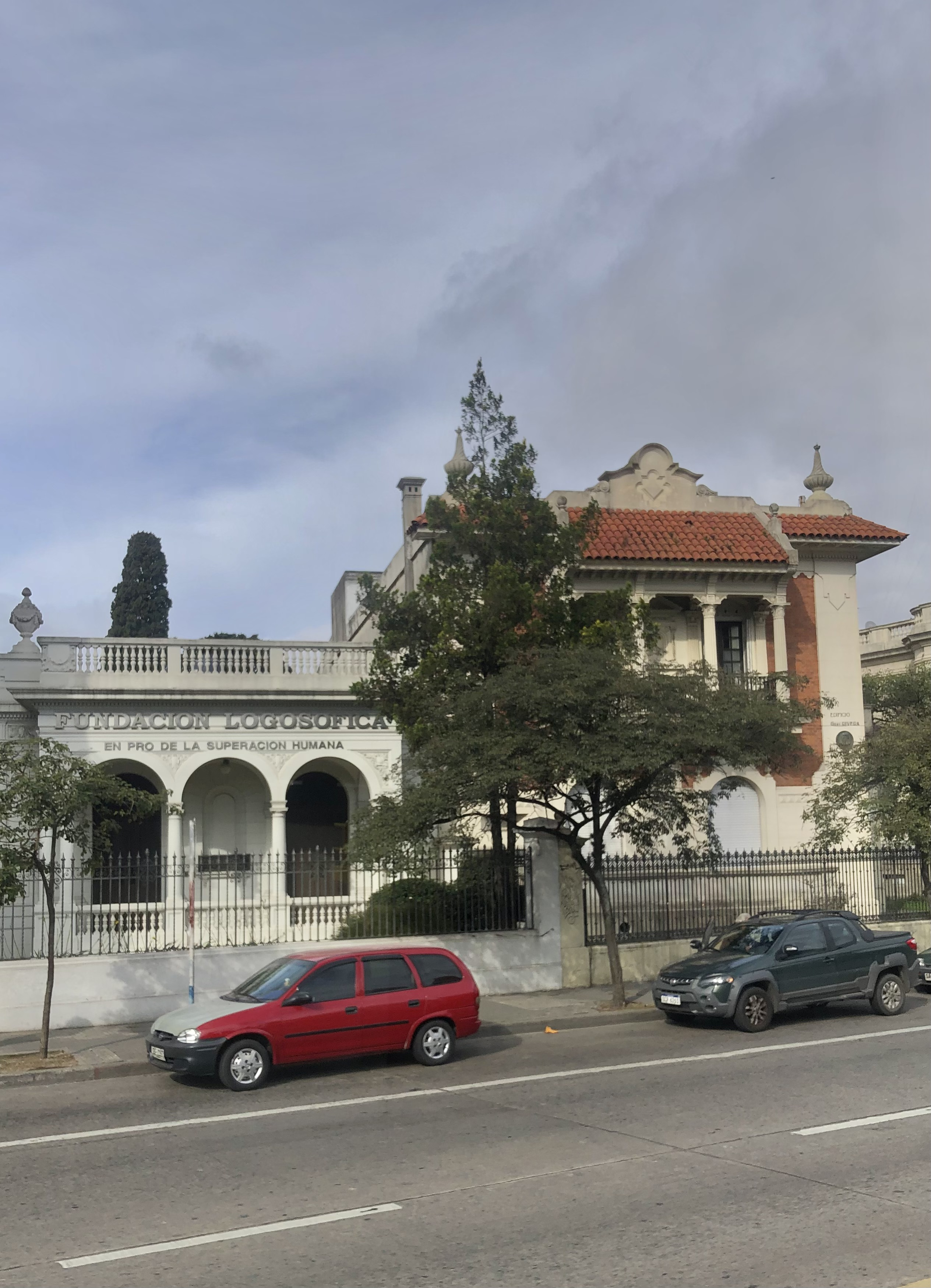
Fundación Logosófica en Montevideo, Uruguay

Actualmente existen instituciones logosóficas en los siguientes países: Argentina, Brasil, Colombia, España, Estados Unidos, Israel, México, Uruguay y Venezuela.

## Libros de logosofía
La bibliografía logosófica, como la de muchos otros escritores, cuenta con dos etapas bien delineadas por su autor. Una primaria, en la que González Pecotche atendió con su producción literaria la formación y preparación de su escuela de pensamiento y que incluye los libros Axiomas y principios de la logosofía (1934-1937, dos tomos), Cartas iniciáticas (1935), Logosofía: tratado elemental (1936), Artículos y publicaciones (1937), Perlas bíblicas (1938), Nueva concepción política (1940) y Biognosis (1940). La segunda etapa, que comienza en 1950, es coincidente con una mayor expansión del movimiento logosófico; incluye las obras de fondo y suplementarias de la primera época, y son los libros que continúan siendo editados:
- 1950: Intermedio logosófico
- 1951: Introducción al conocimiento logosófico
- 1952: Diálogos
- 1956: Exégesis logosófica
- 1956: El mecanismo de la vida consciente
- 1957: La herencia de sí mismo
- 1957: Logosofía: ciencia y método
- 1959: El Señor de Sándara
- 1962: Deficiencias y propensiones del ser humano
- 1963: Curso de iniciación logosófica
- 1965 (póstumo): Bases para tu conducta
- 1968 (póstumo): El espíritu

(Nota: los años indicados refieren a la primera edición.)